# Harry Chamberlin
Harry Dwight Chamberlin (19 maggio 1887 – 29 settembre 1944) è stato un cavaliere statunitense.

## Palmarès

### Olimpiadi
- 1 medaglia:
  - 1 oro (Los Angeles 1932 nel concorso completo a squadre)
  - 1 argento (Los Angeles 1932 nel salto individuale)